# Carmel McSharry
Carmel Evelyn McSharry (18 de agosto de 1926 – Londres, 4 de marzo de 2018) fue una actriz irlandesa, conocida por su papel de Beryl Humphries en Beryl's Lot (1973–77), y como la Señora Hollingbery en In Sickness and in Health. Hizo papeles también en The Day the Earth Caught Fire (1961), 80,000 Suspects (1963) y The Leather Boys (1964).
Otros trabajos televisivos fueron The Liver Birds, Casualty y Z-Cars. También apareció en la obra de la BBC Home from Home en 1973, en el que actuaban también Yootha Joyce y Michael Robbins.

## Vida personal
Los padres de Carmel McSharry, John McSharry y Christina Harvey, eran irlandeses. Su madre viajó a Dublín para el nacimiento de Carmel para que naciera en el Estado Libre de Irlanda.
McSharry se casó con Derek Briggs en 1949. Tuvieron tres hijos, Desna, Theresa (la actriz Tessa Bell Briggs) y Sean.